# Pontia occidentalis
Pontia occidentalis  (лат.) — вид бабочек из семейства белянок. Распространён от Аляски на юг до центральной Калифорнии, северной Аризоны и северного Нью-Мексико; на восток до Северной Дакоты и центрального Онтарио. Обитают на вершинах гор, склонах гор, холмах, у железных дорог, на открытых равнинах, обочинах дорог. Гусеницы питаются листьями, цветками, плодами и бутонами различных представителей семейства капустных. Бабочки питаются нектаром цветков. Размах крыльев 38—53 мм.